# Rock & Roll Racing 2: Red Asphalt
Rock & Roll Racing 2: Red Asphalt[carece de fontes?] (nome Europeu), também conhecido nos EUA por Red Asphalt: Racing with a Vengeance ou simplesmente Red Asphalt, é um jogo eletrônico de corrida lançado pela Interplay para o PlayStation em 1997. Apesar de o nome sugerir ser uma sequência do famoso Rock & Roll Racing, lançado para o SNES em 1993, Red Asphalt herdou pouco das características e jogabilidade do original. Na verdade a Interplay inspirou-se no jogo original, e, pegando carona no sucesso do game do SNES, nomeou este como Rock & Roll Racing 2, mas este nome foi usado apenas na Europa.
Ele apresenta um estilo de arte de quadrinhos nos perfis e nos videos finais do personagem e um sistema para melhorar as habilidades de condução / combate de cada personagem, como RPGs.